# توميسلاف ماريتش
توميسلاف ماريتش (بالكرواتية: Tomislav Marić)‏ (مواليد 28 يناير 1973) هو لاعب كرة قدم. يلعب مع منتخب كرواتيا لكرة القدم منذ عام 2002.

## وصلات خارجية
- توميسلاف ماريتش على موقع الاتحاد الأوربي (الإنجليزية)
- توميسلاف ماريتش على موقع اتحاد كرواتيا (الكرواتية)
- توميسلاف ماريتش على موقع رابطة كرة القدم اليابانية للمحترفين (اليابانية)
- توميسلاف ماريتش على موقع قاعدة بيانات كرة القدم.إي يو (الإنجليزية)
- توميسلاف ماريتش على موقع بيانات كرة القدم. دي إي (الألمانية)
- توميسلاف ماريتش على موقع ناشيونال فوتبول تيمز (الإنجليزية)
- توميسلاف ماريتش على موقع Soccerway.com (الإنجليزية)
- توميسلاف ماريتش على موقع عالم كرة القدم.نت (الإنجليزية)

- National Football Teams